# Клубе ді Газа
Клубе ді Газа (порт. Clube de Gaza) — професіональний мозамбіцький футбольний клуб з міста Бейра, провінції Софала.

## Історія клубу
Єдиний значним трофеєм є Кубок Мозамбіку, який клуб виграв в 1991 році після того, як у фінальному матчі переміг Максагвін. Перемога Газа в Кубку дозволила клубу в 1992 році взяти участь в розіграші Кубку володарів Кубків КАФ, де він вибув уже в першому ж раунді від клубу зі Свазіленду «Манзіні Сандаунз» (3:5, 1:1).
У наступному сезоні, він знову досяг фіналу Кубка, але програв цього разу переможцю чемпіонату Мозамбіка клубу «Кошта да Сул», це дозволило йому знову взяти участь в розіграші Кубку володарів Кубків КАФ. У наступному розіграші турніру, мозамбійці знову програли в матчі першого ж раунду клубу з Лесото «Арсенал» (Масеру) (2:2, 1:1).

## Досягнення
- Кубок Мозамбіку
  -  Володар (1): 1991
  -  Фіналіст (1): 1992.

- Суперкубок Мозамбіку
  -  Володар (1): 1992